# Скарпа, Грегори
Грегори Скарпа Старший (также известен как «Мрачный жнец», 8 мая 1928, Бруклин, Нью-Йорк — 4 июля 1994 или 4 июня 1994, Рочестер, Миннесота) — капо преступной семьи Коломбо и осведомитель ФБР. В 70-х и 80-х годах XX века Скарпа был главой команды боевиков босса семьи Коломбо Кармайна Персико. Скарпа ответственен, как минимум, за 3 убийства в 1991 году.

## Биография и привычки
Скарпа родился в семье итальянских эмигрантов, которые были родом из нищей деревушки неподалёку от Венеции, Италия. Брат Грегори, Сальваторе Скарпа, был членом семьи Коломбо. Считается, что именно он и представил своего старшего брата семье. В 1950-х годах Скапа женился на Конни Форрест, от которой у него было 4 детей (3 сына и одна дочь). Один из сыновей, Грегори Скарпа младший, последовал по стопам отца и в конечном итоге стал капо семьи Коломбо. В 1973 году Скарпа и Форрест стали проживать раздельно. Скарпа обычно был стильно одет и всегда имел при себе несколько тысяч долларов на карманные траты. Проживал он в квартире, расположенной на Саттон-Плейс, а также владел домами на Сингер-Айленд, Статен-Айленд, в Бруклине и Лас-Вегасе. Прозвище «Мрачный жнец» получил за силу, коварство и жестокость. Эти качества помогали ему избегать наказания в течение многих лет. Его любовница Линда Широ позже рассказывала, что иногда Скарпа оставлял на пейджерах своих жертв «666», библейское число зверя.
Через некоторое время работы на семью Коломбо Скарпа был поставлен на должность капореджиме. В это же время он стал совладельцем клуба «Wimpy Boys». Криминальная активность Грегори Скарпа была весьма разнообразна. Он занимался рэкетом, ростовщичеством, проведением нелегальных азартных игр, мошенничеством с кредитными картами и ценными бумагами, разбойными нападениями, угоном автотранспорта, наркоторговлей, убийствами.
Многие нынешние авторитетные члены семьи Коломбо начинали в его команде. Согласно показаниям сообщников и другим источникам, Скарпа относился к убийству не просто, как к необходимой работе. Ему нравилось убивать. Хотя он был осуждён за 3 убийства, есть все основания считать, что на самом деле таких случаев было намного больше.
В марте 1962 года Скарпа был арестован за вооружённое ограбление. Чтобы избежать наказания, он согласился стать тайным осведомителем ФБР. Так начались его тридцатилетние отношения с агентством.

### Убийство борцов за гражданские права в Миссисипи
Согласно показания Широ (данным по другому делу) и другим источникам, летом 1964 года полевые агенты ФБР привлекли Скарпа для оказания помощи. Начался розыск трёх борцов за гражданские права, исчезнувших в штате Миссисипи. Агенты ФБР были убеждены, что все трое были кем-то убиты, но не могли обнаружить захоронения. Агенты посчитали, что Скарпа, используя методы допроса, неприемлемые для ФБР, может получить от подозреваемых ценную информацию. По прибытии Скарпа в Миссисипи местные агенты ФБР выдали ему оружие и деньги. Скарпа, в паре с местным агентом ФБР похитил Лоренса Бёрда, торговца и тайного члена Ку-клукс-клан, после чего доставил его на военную базу Кэмп Шелби. Там Скарпа жесточайше избил Бёрда, а потом, засунув ему в рот ствол пистолета, вынудил открыть место захоронения.
Официально ФБР так никогда и не подтвердило участие Скарпа в расследовании. Имеются сведения, что в январе 1966 года Скарпа повторно помогал ФБР в деле об убийстве Вернона Дамера, в котором также был замешан Ку-клукс-клан. После второй поездки между Скарпа и ФБР возникло острое разногласие насчёт вознаграждения за работу. Вследствие этих разногласий ФБР прекратило работать со Скарпа, как информатором.

### Осведомитель ФБР
В 1980 году агент ФБР Линдли ДеВеккьо стал куратором Грегори Скарпа, восстановив его отношения с ФБР. Скарпа отказывался вступать в контакт с агентами ФБР предыдущие 5 лет, но ДеВеккьо убедил его сотрудничать снова. Грегори младший, Линда Широ, а также федеральные обвинители позже заявляли, что у Скарпа было множество незаконных договорённостей с ДеВеккьо. Скарпа обеспечивал ДеВеккьо наличными, драгоценностями и прочими подарками, наряду с информацией спорной ценности о семье Коломбо. В свою очередь, ДеВеккьо защищал его от ареста и обеспечивал информацией о врагах во время третьей войны Коломбо. Согласно докладам ФБР, за годы сотрудничества Скарпа было выплачено 158 000 долларов. Своим напарникам Скарпа рассказывал об имеющейся у него «подружке», которая работает в правоохранительных органах и обеспечивает его информацией.
ДеВеккьо обычно встречался со Скарпа на явочных квартирах ФБР или в гостиничных номерах. Потом он стал часто обедать в его доме, а однажды принял от него в дар куклу (которую в то время было довольно трудно достать) из серии «детки с капустной грядки». И вообще, ДеВеккьо, со временем, стал вести себя, как гангстер: щёгольски, но специфично одеваться, носить золотые украшения, характерные для бандитов. Речь его сильно обогатилась криминальным сленгом и нецензурными выражениями, которые он в изобилии отпускал даже при общении с коллегами по работе. Напарников ДеВеккьо не могли не встревожить подобные проявления и вскоре они доложили обо всём этом вышестоящим чинам ФБР. В 1985 году федеральная прокуратура обвинила Скарпа в организации крупного мошенничества с кредитными картами. После того, как Скарпа признали виновным, обвинение попросило суд назначить ему крупный штраф и длительный срок тюремного заключения. Однако ДеВеккьо напомнил судье о вкладе Скарпа в деятельность ФБР. В конечном итоге судья приговорил Скарпа к 5 годам условно и 10 000 долларов штрафа. Члены семьи Коломбо были настолько удивлены таким мягким приговором, что некоторые начали подозревать Грегори Скарпа в работе на правительство.

### Заражение ВИЧ
В 1986 году у Скарпа диагностировали ВИЧ. После неотложной операции по поводу язвы, Скарпа несколько раз переливали кровь от членов семьи и сообщников. От переливания крови из больничного банка он категорически отказался. Скарпа опасался, что кровь может принадлежать афроамериканцам, которых он презирал. В конечном итоге ему сделали переливание от гангстера Пола Меле, культуриста, который вводил себе анаболические стероиды при помощи инъекций. Меле к тому моменту уже был заражён ВИЧ через грязный шприц (позднее он скончался от СПИДа). Таким образом Скарпа заразился в результате переливания крови. В конечном итоге в больнице Маунт-Синай Скарпа провели резекцию желудка. 30 августа 1992 года он получил по решению суда 300 000 долларов, как компенсацию за врачебную ошибку. Болезнь постепенно перешла в СПИД, после чего скрывать её стало невозможно. Скарпа и его родственники всем говорили, что у него рак.

### Попытка убийства и возмездие
В начале 1991 года разразилась война, вызванная борьбой за власть между находящимся в заключении боссом Кармайном Персико и действующим боссом Виктором Орена. Преданные Персико члены семьи неудачно попытались убить Орену в его бруклинском доме. В отместку члены семьи Коломбо, поддерживающие восставшего Виктора «Маленького Вика» Орену попытались убить Скарпа, как сильнейшего из поддерживающих Персико. 18 января 1991 года Скарпа подвозил свою дочь и внучку домой. В это время его автомобиль был прижат к обочине и заблокирован двумя машинами нападавших. Наёмные убийцы выскочили из автомобилей и открыли огонь. Однако Скарпа, выжав акселератор, смог отбросить блокирующий автомобиль и вырваться из засады. В результате нападения были ранены два очевидца, но Скарпа и его родственники остались целы.
В течение всего семимесячного конфликта Скарпа был военным командиром. Несмотря на слабость, вызванную болезнью, он постоянно курсировал по бруклинским клубам и барам, разыскивая сторонников Орены. Взбешённый попыткой убийства своей семьи, Скарпа особенно тщательно искал Уильяма Кутоло, который организовал покушение. В течение следующих нескольких недель Скарпа и его подручные убили (по ошибке) члена семьи Луккезе Томаса Амато, а также сторонников Орены Розарио Настаса, Винсента Фузаро и Джеймса Малтипозо. Согласно показаниям сообщников, Скарпа застрелил Фузаро, когда тот развешивал рождественские световые гирлянды на своём доме.

### Тюрьма и смерть
В 1992 году при появлении в гражданском суде насчёт своего дела о врачебной халатности Скарпа был арестован за нарушение законов штата об обращении с огнестрельным оружием. А вскоре после этого он был обвинён в трёх убийствах. В декабре 1992 года он был помещён под домашний арест, с принудительным ношением электронного устройства. В это время два члена семьи Луккезе, Майкл ДеРоза и Роналд Моран попытались угрожать Джоуи Скарпа, приёмному сыну Грегори, во время проведения наркосделки. Грегори Скарпа, выбравшись из постели, поехал вместе с Джоуи к дому ДеРоза, где дважды выстрелил в последнего. Моран открыл ответный огонь и ранил Скарпа в глаз. После случившегося прокуратура аннулировала домашний арест и отправила Грегори Скарпа в тюрьму.
К 1993 году Грегори Скарпа ослеп на один глаз и находился в плохом состоянии. 6 мая 1993 года Скарпа был признан виновным в трёх убийствах и подготовке ещё нескольких. А 15 декабря этого же года он был приговорён к пожизненному заключению в федеральной тюрьме. Позже срок сократили до 10 лет ввиду плохого здоровья заключённого. 4 июля 1994 года Грегори Скарпа скончался в федеральном медицинском центре для заключённых. Смерть наступила от осложнений, связанных со СПИД.

### Дальнейшие события
Уильям Кутоло, организовавший покушение на Грегори Скарпа, исчез в 1999 году. Согласно показаниям ряда членов мафии, он был убит и захоронен на территории промзоны в Фармингсдейле (штат Нью-Йорк). Тело удалось обнаружить лишь в 2008 году. 30 марта 2006 года ДеВеккьо, вышедший на пенсию в 1996 году, был обвинён в соучастии в убийствах, совершённых Грегори Скарпа и другими членами семьи Коломбо. Однако 1 ноября 2007 года, после проведения внутреннего расследования, судья снял с ДеВеккьо все обвинения.